# Кернс (Юта)
Кернс (англ. Kearns) — переписна місцевість (CDP) в США, в окрузі Солт-Лейк штату Юта. Населення — 36 723 особи (2020).

## Географія
Кернс розташований за координатами 40°39′7″ пн. ш. 112°0′34″ зх. д. / 40.65194° пн. ш. 112.00944° зх. д. (40.651962, -112.009385).  За даними Бюро перепису населення США в 2010 році переписна місцевість мала площу 11,99 км², уся площа — суходіл.

## Демографія
Згідно з переписом 2010 року, у переписній місцевості мешкала 35 731 особа в 9780 домогосподарствах у складі 8116 родин. Густота населення становила 2980 осіб/км².  Було 10169 помешкань (848/км²).
Расовий склад населення:
| - 70,3 % — білих - 2,6 % — вихідців з тихоокеанських островів - 2,1 % — азіатів - 1,4 % — корінних американців - 1,4 % — чорних або афроамериканців - 18,7 % — осіб інших рас |

До двох чи більше рас належало 3,5 %. Частка іспаномовних становила 32,8 % від усіх жителів.
За віковим діапазоном населення розподілялося таким чином: 34,3 % — особи молодші 18 років, 59,9 % — особи у віці 18—64 років, 5,8 % — особи у віці 65 років та старші. Медіана віку мешканця становила 28,4 року. На 100 осіб жіночої статі у переписній місцевості припадало 102,3 чоловіків;  на 100 жінок у віці від 18 років та старших — 100,3 чоловіків також старших 18 років.
Середній дохід на одне домашнє господарство  становив 60 701 долар США (медіана — 56 979), а середній дохід на одну сім'ю — 61 711 долар (медіана — 60 188). Медіана доходів становила 36 698 доларів для чоловіків та 30 930 доларів для жінок. За межею бідності перебувало 16,3 % осіб, у тому числі 26,4 % дітей у віці до 18 років та 4,2 % осіб у віці 65 років та старших.
Цивільне працевлаштоване населення становило 17 582 особи. Основні галузі зайнятості: виробництво — 17,9 %, науковці, спеціалісти, менеджери — 12,1 %, роздрібна торгівля — 12,0 %.